# Liste der Kulturgüter in Schongau
Die Liste der Kulturgüter in Schongau enthält alle Objekte in der Gemeinde Schongau im Kanton Luzern, die gemäss der Haager Konvention zum Schutz von Kulturgut bei bewaffneten Konflikten, dem Bundesgesetz vom 20. Juni 2014 über den Schutz der Kulturgüter bei bewaffneten Konflikten sowie der Verordnung vom 29. Oktober 2014 über den Schutz der Kulturgüter bei bewaffneten Konflikten unter Schutz stehen.
Objekte der Kategorie A sind im Gemeindegebiet nicht ausgewiesen, Objekte der Kategorie B sind vollständig in der Liste enthalten, Objekte der Kategorie C fehlen zurzeit (Stand: 1. Januar 2023). Unter übrige Baudenkmäler sind zusätzliche Objekte zu finden, die im kantonalen Denkmalverzeichnis verzeichnet und nicht bereits in der Liste der Kulturgüter enthalten sind.

## Kulturgüter
| Foto |                                                                               | Objekt                                             | Kat. | Typ | Standort                                     | Beschreibung |
| ---- | ----------------------------------------------------------------------------- | -------------------------------------------------- | ---- | --- | -------------------------------------------- | ------------ |
| ja   | Datei hochladen · Wikidata zu Ehemalige Pfarrkirche mit Pfarrhaus (Q29785810) | Ehemalige Pfarrkirche mit Pfarrhaus KGS-Nr.: 03882 | B    | G   | Oberschongau, Uelistrasse 2a 663459 / 236128 |              |
| BW   | Datei hochladen · Wikidata zu Römisch-neuzeitliche Fundstelle (Q113471138)    | Römisch-neuzeitliche Fundstelle KGS-Nr.: 17089     | B    | F   | Oberschongau 663473 / 236133                 |              |

## Übrige Baudenkmäler
| ID  | Foto |                                                                  | Objekt                 | Typ | Standort                                               | Beschreibung |
| --- | ---- | ---------------------------------------------------------------- | ---------------------- | --- | ------------------------------------------------------ | ------------ |
| 11  | ja   | Datei hochladen · Wikidata zu Pfarrhaus (Q113471411)             | Pfarrhaus              | G   | Oberschongau, Oberschongauerstrasse 21 663485 / 236107 |              |
| 59  | ja   | Datei hochladen · Wikidata zu Neues Pfarrhaus (Q113471537)       | Neues Pfarrhaus        | G   | Mettmen, Mettmenstrasse 19 662743 / 235660             |              |
| 123 | BW   | Datei hochladen · Wikidata zu Kapelle St. Wendelin (Q113471774)  | Kapelle St. Wendelin   | G   | Rüedike, Rüedikerstrasse 1.1 662438 / 234790           |              |
| 159 | ja   | Datei hochladen · Wikidata zu Pfarrkirche St. Ulrich (Q55415454) | Pfarrkirche St. Ulrich | G   | Mettmen, Mettmenstrasse 19a 662695 / 235669            |              |

Legende: Siehe Legende der Liste der Kulturgüter von nationaler und regionaler Bedeutung. Anstelle der KGS-Nummer wird als Objekt-Identifikator (ID) die Gebäudenummer im kantonalen Denkmalverzeichnis verwendet.